# Lee Ga-ryeong
Lee Ga-ryeong (이가령?), pseudonimo di Lee Soo-yeon (이수연?, I Su-yeonLR; 2 ottobre 1980), è un'attrice sudcoreana.
È conosciuta per le sue interpretazioni nelle fiction TV Apgujeong baeg-ya (2014), Wolgyesu yangbokjeom sinsadeul (2016), Monster (2016) e Love (ft. Marriage and Divorce) (2021-2022). Per quest'ultima si è aggiudicata un Premio astro nascente ai Korea Arts and Culture Award e una candidatura come Attrice eccellente in un serial TV agli APAN Star Award.

## Filmografia

### Televisione
- Neongkuljjae gulleo-on dangsin (넝쿨째 굴러온 당신?) – serie TV, episodio 39 (2012)
- Geum na-wara, ttukttak! (금 나와라, 뚝딱!?) – serie TV, episodio 22 (2013)
- Jugun-ui tae-yang (주군의 태양?) – serie TV (2013)
- Sangsokjadeul (상속자들?) – serie TV, episodi 7, 20 (2013)
- Sarangman hallae (사랑만 할래?) – serie TV (2014)
- Apgujeong baeg-ya (압구정 백야?) – serie TV (2014)
- Bulgur-ui Cha-yeosa (불굴의 차여사?) – serial TV (2015)
- Monster (몬스터?) – serie TV (2016)
- Wolgyesu yangbokjeom sinsadeul (월계수 양복점 신사들?) – serie TV (2016)
- Eonnineun sar-a-itda (언니는 살아있다?) – serie TV (2017)
- Myeongbulheojeon (명불허전?) – serie TV (2017)
- Robos-i ani-ya (로봇이 아니야?) – serie TV (2017)
- Dangsin-i jamdeun sa-i-e (당신이 잠든 사이에?) – serie TV, episodio 11 (2017)
- Beauty Inside (뷰티 인사이드?) – serie TV (2018)
- Wae geurae Pung-sang-ssi! (왜그래 풍상씨!?) – serie TV (2019)
- Love (ft. Marriage and Divorce) (결혼작사 이혼작곡?) – serie TV (2021-2022)
- Jong-idal (종이달?) – serie TV (2023)
- Yeo-wang-ui jip (여왕의 집?) – serie TV (2025)